# Грэхэм, Томас, 1-й барон Линедох
Генерал Томас Грэхэм, 1-й барон Линедох (Томас Грэм; 19 октября 1748, Пертшир — 18 декабря 1843, Лондон, Великобритания) — шотландский аристократ, политик и офицер британской армии. После получения образования в Оксфорде унаследовал солидное поместье в Шотландии, женился и начал спокойную жизнь землевладельца. Однако после смерти жены, когда ему было 42 года, он сделал военную (а затем и политическую) карьеру во времена Французских революционных и наполеоновских войн.
Тейлор описывал Грэхэма как «высокого, с квадратными плечами и очень прямой спиной; руки его были жилистые и удивительно сильные. Лицо тёмное, с густыми бровями, чётко очерченными губами и открытым, доброжелательным взглядом. Его манеры были откровенны и просты, но при этом аристократичны».

## Ранняя жизнь и образование
Томас Грэхэм был третьим и единственным выжившим сыном Томаса Грэма (Thomas Græme) из Балгована в Пертшире и леди Кристиан Хоуп, дочери Чарльза Хоупа, первого графа Хоуптоуна. Он родился в 1748 году и получил домашнее образование; его обучали сначала преподобный Фрейзер, священник из Монейди, а затем Джеймс Макферсон, коллекционер и переводчик стихов Оссиана. В 1766 году он отправился в Крайст-черч, Оксфорд, а на следующий год после смерти отца унаследовал родовое поместье.
После окончания колледжа он провёл несколько лет на континенте, где изучал французский, немецкий и испанский языки. По возвращении в Шотландию он обратился к управлению и благоустройству своего поместья, огораживая свои земли, возводя фермерские дома и служебные помещения, предоставляя их в аренду и поощряя внедрять усовершенствованные методы земледелия, а также выращивать в больших масштабах картофель и репу, которые до сих пор считались садовыми растениями. Он также занялся разведением улучшенных пород лошадей, крупного рогатого скота и овец.
В 1785 году он купил имение Линедох, или Лайндок, расположенное в долине реки Алмонд, где он высадил деревья и дубовые рощицы, и укрепил берега реки. Обожая лошадей и собак и отличаясь мастерством в деревенских видах спорта, он ездил с гончими, и в сопровождении герцога Атолла — который впоследствии стал его шурином — охотился на куропаток и оленей на торфяниках Атолла. Позже он говорил, что своим глазомером, весьма полезным талантом для военного, он обязан охоте на оленей в лесу Атолл в этот период его жизни.

## Ранняя политическая карьера и брак

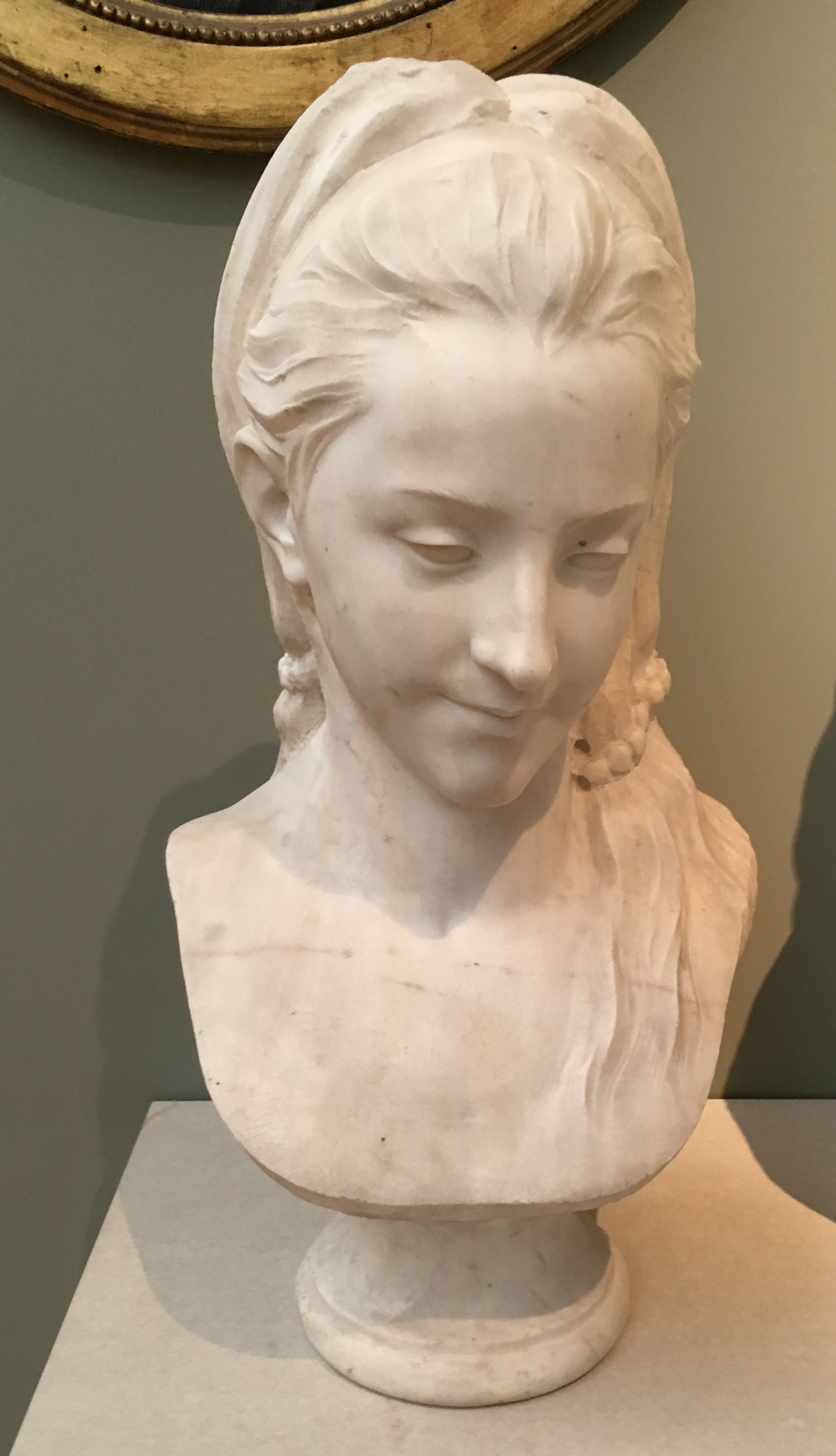
Бюст его жены Мэри Кэткарт

На довыборах 1772 года Грэхэм выступил в качестве кандидата вигов от Перта, против Джеймса Мюррея из Строуэна, брата герцога Атолла, но потерпел поражение, уступив всего шесть голосов из 100. Он продолжал активную политическую деятельность, но отошёл от неё незадолго до всеобщих выборов 1774 года, вступив в помолвку с достопочтенной Мэри Кэткарт, второй дочерью 9-го лорда Кэткарта, сестра которой была обручена с сыном и наследником 3-го герцога Атолла. Два года спустя, в 1774 году, он женился на Мэри, и в тот же день её старшая сестра стала герцогиней Атолл. «Джейн, — писал лорд Кэткарт, — вышла замуж, чтобы угодить себе, за Джона, герцога Атолла, равного среди королей; Мэри вышла замуж за Томаса Грэхэма из Балгована, человека её сердца и равного среди принцев». Когда его жена обнаружила утром на эдинбургском балу, что оставила свою шкатулку с драгоценностями в Балговане, Грэхэм, как заботливый муж, проскакал верхом 90 миль (140 км) в Балгован и обратно, чтобы привезти её украшения. Её портрет работы Томаса Гейнсборо был высоко оценен, когда экспонировался в Королевской Академии в 1777 году. Картина сейчас находится в Национальной галерее Шотландии, Эдинбург.
Грэхэм посвятил следующие восемнадцать лет тихой деревенской жизни, проводя время в конных прогулках и спорте, изучая античность и периодически посещая Лондон и Эдинбург. Когда в Лондоне его карета была остановлена на Парк-лейн разбойником, под дулом пистолета требующим денег, драгоценностей и часов, в то время как два его сообщника схватили лошадей, Грэхэм, который находился на противоположной стороне кареты, перебрался через дам к двери и столкнул нападавшего, бросив его на землю. Затем он вынул свою шпагу, которая в то время являлась обычной деталью гардероба, и угрожал пронзить упавшего разбойника, если его помощники попытаются прийти ему на помощь. Те немедленно сбежали, а поверженный разбойник был арестован.

## Утрата жены
Здоровье Мэри Грэхэм стало ухудшаться, и весной 1792 года по рекомендации врача она отправилась на юг Франции со своим мужем и сестрой. Тем не менее, 26 июня 1792 года во время плавания она скончалась у побережья недалеко от Йера, Франция. Её безутешный муж нанял баржу, чтобы доставить гроб в Бордо, но около Тулузы группа французских солдат открыла гроб и потревожила тело. Он закрыл гроб и вернулся домой, чтобы положить её останки в мавзолей, который он построил на кладбище Метвена. Сам Грэхэм был похоронен в той же гробнице пятьдесят лет спустя.
Мэри Грэхэм отмечена в шотландской скрипичной композиции из четырёх частей под названием «Достопочтенная миссис Грэхэм из Балгована», написанной в её честь.
Потеря жены сильно подействовала на Грэхэма, и сначала он отправился в годичное путешествие за границу. Однако, всё ещё в трауре, на сорок третьем году жизни он попытался заглушить мысль о потере, начав военную карьеру. До инцидента с гробом Мэри под Тулузой Грэхэм сочувствовал французам и их революционным идеалам, но с этого момента он ненавидел их и рассматривал военную карьеру как способ отомстить.
Сэр Вальтер Скотт в своём «Видении дона Родерика» упоминает романтический мотив, который привёл скорбящего мужа миссис Грэхэм посвятить себя военной карьере.

## Военная карьера

### Оборона Тулона
В начале 1793 года, ища способ попасть в Гибралтар, он написал Чарльзу О’Хара, который был лейтенант-губернатором и плавал на борту HMS Resistance с лордом Сент-Хеленсом, послом в Испании. После того, как 1 февраля 1793 года Франция объявила войну Великобритании и Голландской республике, британский флот под командованием адмирала Самуэля Худа собрался в Гибралтаре. По прибытии туда Грэхэм отправился добровольцем с военно-морским флотом в Тулон, где он служил адъютантом лорда Малгрейва и защищал город. По словам сэра Гилберта Эллиота, Грэхэм «был образцом для подражания, понимающим и храбрым одновременно».
В Тулоне Грэхэм отличился своей смелостью и энергичностью: например, как-то раз, когда рядовой был убит, Грэхэм схватил мушкет и занял его место во главе атакующей колонны. В общем приказе, касающемся отражения атаки французов на важный форт, Малгрейв выразил «чувство благодарности за дружественную и неоценимую помощь, которую он в самые трудные моменты получал от мистера Грэхэма, и хотел добавить свой голос к остальным похвалам от британских и пьемонтских офицеров его колонны, которые с удовольствием и восхищением наблюдали тот доблестный пример, который мистер Грэхэм в каждой атаке демонстрировал всей колонне».
Также в Тулоне Грэхэм впервые познакомился с Роландом Хиллом, тогда ещё капитаном, а впоследствии виконтом Хиллом и главнокомандующим британской армии, с которым дружил до конца жизни.

### Кампания 1796 года и возвращение в парламент
После возвращения домой в ноябре 1793 года, при поддержке государственного секретаря по вопросам войны Генри Дандаса, который в прошлом году женился на его двоюродной сестре, ему было присвоено временное звание подполковника, и он собрал первый батальон 90-го пехотного полка (пертширские добровольцы), который был впервые развёрнут во время киберонской экспедиции 1795 года, хотя содержание второго батальона должно было сильно сказаться на его финансах. Роланд Хилл стал майором в этом же полку. В следующем году их отправили поддержать французского роялиста генерал-лейтенанта Франсуа де Шаретта в его борьбе с республиканцами.
В конце 1795 года полк отправился в Гибралтар на гарнизонную службу, от которой Грэхэм вскоре устал. Он получил разрешение присоединиться к австрийской армии на Рейне в качестве британского комиссара. Он участвовал в окончившейся полным крахом кампании 1796 года, а затем помогал Вурмзеру в защите Мантуи, когда та была осаждена французами под командованием Наполеона. Гарнизон сильно страдал из-за недостатка продовольствия, и Грэхэм взял на себя опасную обязанность доставить имперскому генералу Альвинци в Бассано (50 миль (80 км) от Мантуи) депешу об их отчаянном положении.
Он покинул крепость в деревенской одежде поверх своей униформы и 24 декабря, в дождь и гололёд, пересёк на лодке реку Минчо, которая в темноте несколько раз натыкалась на мель. Ночью он путешествовал пешком, пробираясь через глубокие болота и пересекая многочисленные реки, в том числе По, находясь в постоянной опасности сбиться с пути или быть застреленным французскими пикетами. На рассвете он скрывался, а с наступлением темноты возобновлял своё путешествие. Преодолев многочисленные трудности и опасности, 4 января он наконец-то достиг штаб-квартиры австрийского генерала. Однако 14 августа австрийцы потерпели поражение, и вскоре после этого Мантуя была вынуждена сдаться.
На политическом фронте, в 1796 году при поддержке герцога Атолла он единогласно был избран в парламент, несмотря на желание Дундаса обеспечить место для своего собственного сына. Грэхэм настаивал на том, что поддержка Атолла никак не повлияла на его независимость, и позже он писал, что в то время он твёрдо поддерживал войну, но «в то же время никогда не отказывался от тех принципов вигов, которые привели к революции 1688 года».

### 1797—1806

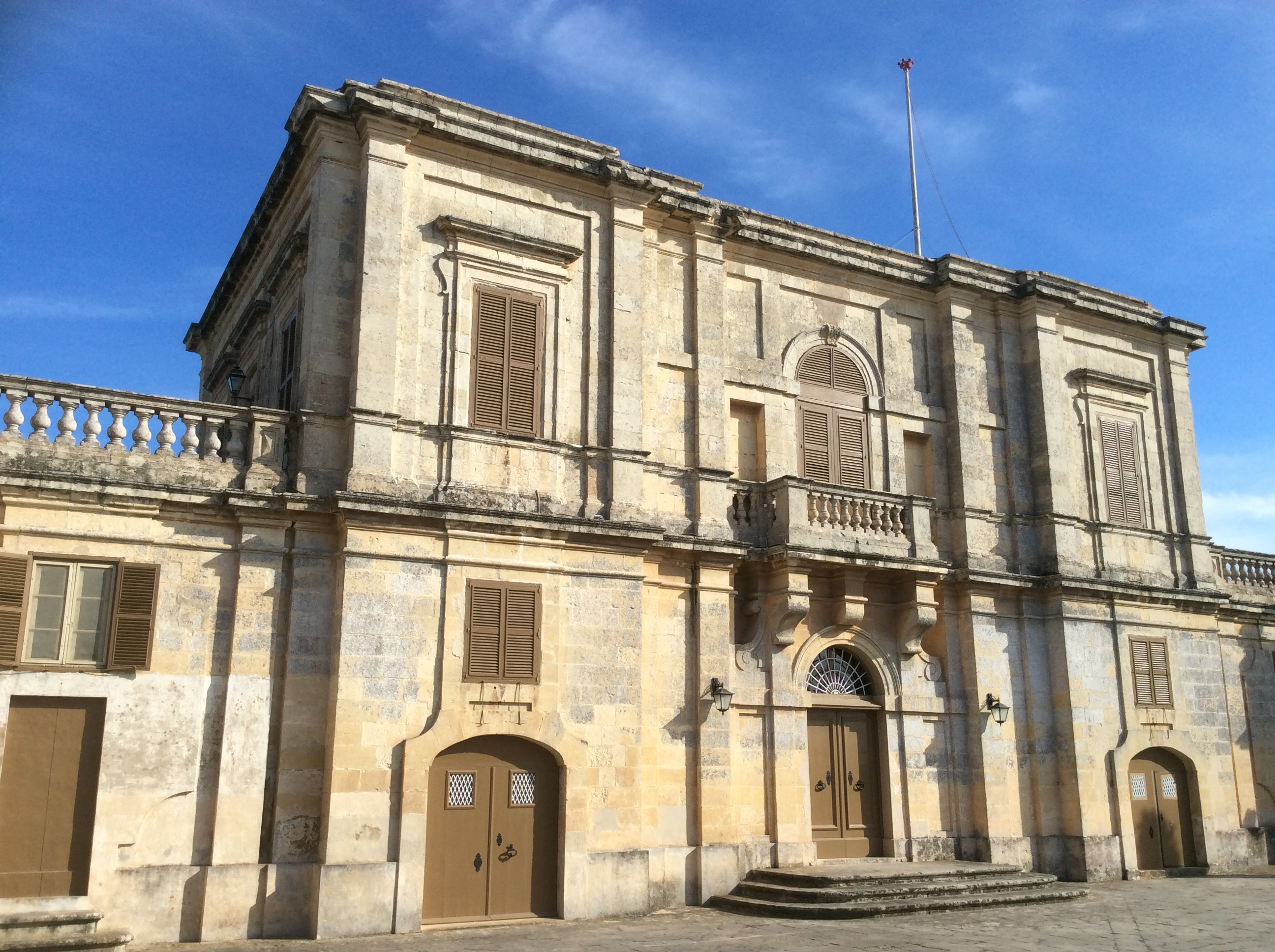
Палаццо Дорелл в Гудже, Мальта, где находилась штаб-квартира Грэмхэа во время блокады 1798—1800 гг.

Полковник Грэхэм вернулся в Шотландию, но осенью 1797 года он отбыл в свой полк в Гибралтаре. В следующем году он принял участие в захвате Менорки под руководством сэра Чарльза Стюарта, во время которого вновь отличился.
Затем он навестил Сицилию и заслужил самые тёплые приветствия короля и королевы Неаполя за свои достижения. В 1798 году ему было поручено проведение операции против стратегически важного острова Мальта, который в то время был оккупирован французами. Там он временно служил в звании бригадного генерала и имел под своим началом 30-й и 89-й пехотные полки; часть войск были под командованием начальника штаба бригады Александра Гамильтона, а часть под его непосредственным руководством.
Из-за мощной обороны острова он был вынужден прибегнуть к блокаде, и после осады, длившейся почти два года, в сентябре 1800 года гарнизон был вынужден сдаться. После этого остров оставался важной частью Британской империи до обретения независимости в 1964 году. Достижения полковника Грэхэма были весьма вяло оценены правительством тори, которое предпочитало оказывать покровительство и почести офицерам, принадлежащим к их собственной политической партии.
Летом 1801 года он отправился в Египет, где его 90-й полк заметно отличился под командованием сэра Ральфа Эберкромби, однако к прибытию Грэхэма кампания уже была окончена после капитуляции французской армии. Однако он воспользовался возможностью совершить тур по этой стране и Турции. Он провёл некоторое время в Константинополе, откуда и отправился верхом на лошади в Вену — путешествие, которое он в последующие годы называл одной из самых приятных поездок, которые ему когда-либо довелось совершить.

### 1807
Потратив некоторое время на выполнение своих парламентских обязанностей и приняв участие в благоустройстве своих владений, полковник Грэхэм был размещён со своим полком в Ирландии, а затем отправлен в Вест-Индию, где он оставался в течение трёх лет. Когда в 1807 году «Правительство всех талантов» было распущено из-за поддержки требования римских католиков о равных привилегиях, полковник Грэхэм поддержал его политику и осудил как лицемерие лозунг «Нет папству», выдвинутый Персевалем Спенсером. Но его одобрение работы правительства вигов и римско-католической церкви не нашли поддержки у пертширских избирателей — незначительного органа власти в те дни, — и после роспуска парламента в мае 1807 года полковник Грэхэм отказался добиваться переизбрания, благодаря чему вместо него без какой-либо борьбы был избран лорд Джеймс Мюррей.

### 1808
В 1808 году полковник Грэхэм сопровождал сэра Джона Мура в качестве его адъютанта в Швецию, а затем в Испанию. Он служил с Муром на протяжении всей кампании, заканчивая трудным и опасным отступлением в битве при Ла-Корунья, в которой роль Грэхэма была особенно заметна. Как сказал Шеридан в палате общин: «В час опасности Грэхэм был их лучшим советником; в час катастрофы Грэхэм был их самым верным утешением».
Когда сэр Джон Мур получил смертельное ранение в битве при Ла-Корунья, полковник Грэхэм был справа от него, а его левая рука на гриве лошади сэра Джона. Он сразу же поехал за медицинской помощью. Прежде чем он вернулся, умирающий генерал с тревогой спросил: «Полковник Грэхэм и мой адъютант в безопасности?» — был один из его последних вопросов. Тело Мура было доставлено в апартаменты полковника Грэхэма, и он был одним из немногих свидетелей захоронения Мура на валу цитадели Ла-Корунья.

### 1809—1811

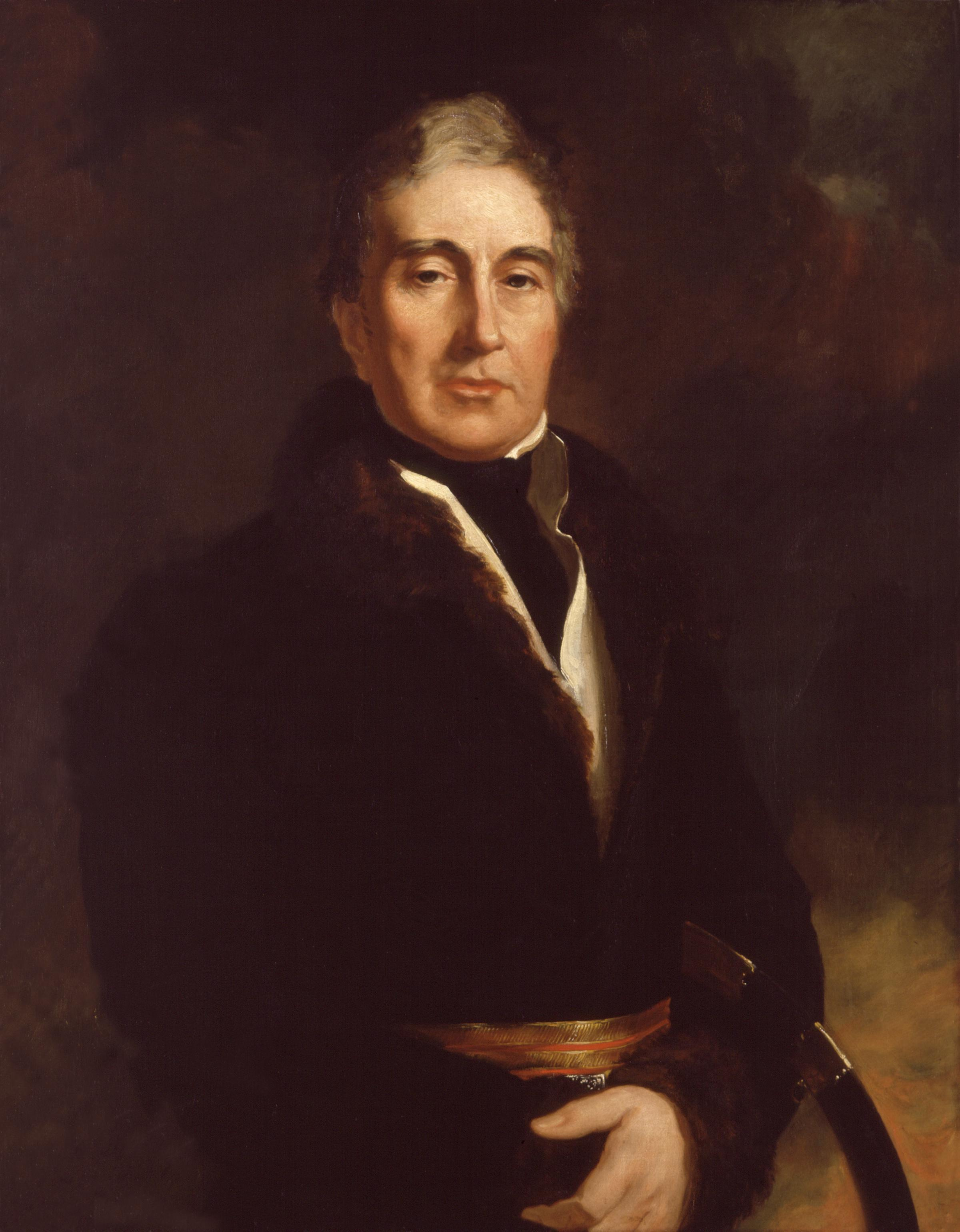
Портрет барона Линедоха, 1823 год, кисти сэра Джорджа Хейтера

После возвращения в Англию полковник Грэхэм был повышен до генерал-майора и летом 1809 года был назначен командовать дивизией под руководством лорда Четэма в роковой голландской экспедиции. Однако приступ малярии заставил его вернуться домой.
После выздоровления он был повышен до звания лейтенант-генерала и отправлен в Испанию, чтобы командовать британскими и португальскими войсками в Кадисе, который в то время находился под плотной осадой французов. Британское правительство придавало большое значение владению Кадисом, поскольку это был последний оплот Британии на Пиренейском полуострове. Но, как заметил сэр Уильям Напьер, в то время как «деньги, войска и флот — в общем, всё необходимое для того, чтобы сделать Кадис грозным, — были собраны, цель не была достигнута, потому что бесконечные проволочки, показуха и тысячи нелепостей были неизменными спутниками испанской армии и правительства».
Генерал Грэхэм решил попробовать снять осаду, атаковав осаждающую армию с тыла, и в феврале 1811 года отплыл из Кадиса с армией в более чем 4000 человек в сопровождении 7000 испанских солдат под командованием генерала Ла Пеньи, которому по политическим причинам было уступлено командование. Союзные войска собрались в Тарифе, на Гибралтарском проливе, и, двигаясь на север, утром 5 марта прибыли к высотам Барроса, которые находились к югу от Кадиса и осаждающей армии.
По указанию испанского генерала силы Грэхэма спускались с Барроса к Торре-де-Бермеха, примерно на полпути к реке Санти Петри, чтобы обеспечить через неё переправу. Подходя через лес к Бермехе, Грэхэм получил сообщение о том, что враг перемещает силы к высоте Барроса. Поскольку эта позиция была ключевой для Санти Петри, Грэхэм сразу же пошёл назад, чтобы поддержать войска, оставленные для её защиты; но прежде чем британские войска смогли выйти из леса, он с удивлением увидел, что испанские войска под командой Ла Пеньи покидают холм Барроса, на который теперь быстро поднималось левое крыло французов.
В то же время их правое крыло стояло на равнине на краю леса, на расстоянии пушечного выстрела. Как он позже писал, «отступление перед лицом врага, уже находящегося рядом с лёгким путём сообщения по морскому пляжу, должно было подвергнуть всю армию союзников опасности нападения во время неизбежной путаницы, создаваемой различными войсками, прибывающими на узкий хребет Бермехи одновременно. Доверившись хорошо известному героизму британских войск, независимо от численности и расположения врага», генерал Грэхэм приказал немедленно атаковать.
В центре мощная батарея из десяти орудий под командованием майора Дункана открыла шквальный огонь по дивизии генерала Леваля; та продолжала наступать, но была сметена решительным ударом британского левого крыла; орёл 8-го полка лёгкой пехоты и её гаубица были захвачены англичанами. Резерв, стоявший за узкой долиной, через которую преследовали французов, ждала та же судьба. Между тем правое крыло действовало столь же успешно. Дивизия французского генерала Рюффена, уверенного в своём успехе, была встречена на подъёме на гору и после кровопролитной схватки в смятении ретировалась, оставив две пушки в руках англичан.
Грэхэм писал в своём послании графу Ливерпулю: «Никакие слова не могут в полной мере отдать должное поведению моих войск. Только беспримерные усилия каждого офицера, непобедимая храбрость каждого солдата и самая решительная преданность армии Его величества помогли достичь такого блестящего успеха против столь грозного врага».
«Презренная беспомощность Ла Пеньи, — пишет сэр Уильям Напьер, — составила удивительный контраст с героическим напором Грэхэма, чья атака была скорее вдохновением, чем решением — столь уверенным, столь внезапным было это решение, сколь же быстрым и убедительным стало его воплощение».
Французы потеряли около трёх тысяч человек в этом бою, были захвачены шесть пушек и орёл, а также около пятисот пленников, среди которых были генералы Рюффен и Руссо. Потери со стороны победителей составили двести убитых, а свыше девятисот были ранены. Если бы не действия испанского генерала, победа могла бы снять блокаду Кадиса. «Если бы вся испанская конница, — писал Грэхэм, — вместе с конной артиллерией были бы быстро посланы морским пляжем, чтобы сконцентрироваться на равнине и атаковать левое крыло [Виктора], и если бы большая часть испанской пехоты прошла через сосновый лес в тыл британских войск, чтобы атаковать правое крыло, ему пришлось бы либо немедленно сдаться, либо подвергнуться полному уничтожению: его конница была сильно скучена, артиллерия утеряна, колонны перемешаны и в растерянности; и полный хаос был бы неизбежен. Но момент был упущен».
Лорд Веллингтон в послании генералу Грэхэму говорит: «Поздравляю вас и отважных солдат под вашим командованием с знаменательной победой, которую вы одержали 5-го числа. Я не сомневаюсь, что их успех привёл бы к снятию осады Кадиса, если бы испанские войска приложили хоть какие-то усилия, чтобы помочь им; и я также уверен, поддерживая вашу точку зрения, что если бы вы не решили с максимальной быстротой атаковать врага и если бы ваша атака не была столь яростной, вся армия союзников была бы потеряна».
Испанский генерал, чтобы оградить себя от критики, распространял совершенно иные сведения о своей роли в битве, которые генерал Грэхэм опроверг, в оправдание своих слов опубликовав на испанском и английском языке свою депешу лорду Ливерпулу вместе с письмом к британскому посланнику. Лорд Веллингтон упоминает, что Ла Пенья был предан военному суду, где он был оправдан, но лишён командования. Кортесы проголосовали за награждение генерала Грэхэма титулом гранда первого (высшего) класса, от которого он отказался. За свою блестящую победу в битве при Барросе он получил благодарность от парламента в качестве члена палаты общин.

### 1812
Вскоре после этого Грэхэм присоединился к армии под командованием Веллингтона и был назначен его заместителем. В январе 1812 года он принял участие в осаде и захвате Сьюдад-Родриго, и Веллингтон заявил, что крайне обязан ему за успех предприятия. Три месяца спустя он и его друг генерал Хилл получили орден Бани. Проблема с глазами, от которой он страдал некоторое время, заставила Грэхэма в это время вернуться домой.
«Я не могу не чувствовать крайнюю обеспокоенность, — писал ему Веллингтон, — что возникла такая необходимость, и что отныне я лишён вашей ценной помощи».
На всеобщих выборах в октябре 1812 года Грэхэм избирался от графства Перт, соперничая с Джеймсом Драммондом (впоследствии виконтом Страталлана), но хотя он был поддержан рядом влиятельных тори, Драммонд выиграл выборы с преимуществом в семь голосов.

### 1813
После лечения в Шотландии его зрение восстановилось, и в мае 1813 года он вновь присоединился к армии в Фринаде, на границе с Португалией, привезя с собой лорду Веллингтону знак ордена Подвязки. 22 мая три дивизии британских войск покинули Португалию и двинулись на Виторию. Левое крыло, которым командовал сэр Томас Грэхэм, должно было пересечь три большие реки — Доро, Эслу и Эбро, — и должно было форсировать сильно укреплённые позиции среди перевалов гор, постоянно сжимаясь вокруг правого крыла отходящей французской армии. Генерал Грэхэм принимал выдающееся участие в битве при Витории (21 июня), когда французы были разбиты «перед городом, в городе, около города и за городом»; захватив в штыковой атаке деревни Гамарра и Абечуко, он перехватил отступление врага по верхней дороге в Байонну и заставил их повернуть на дорогу, ведущую к Памплоне.

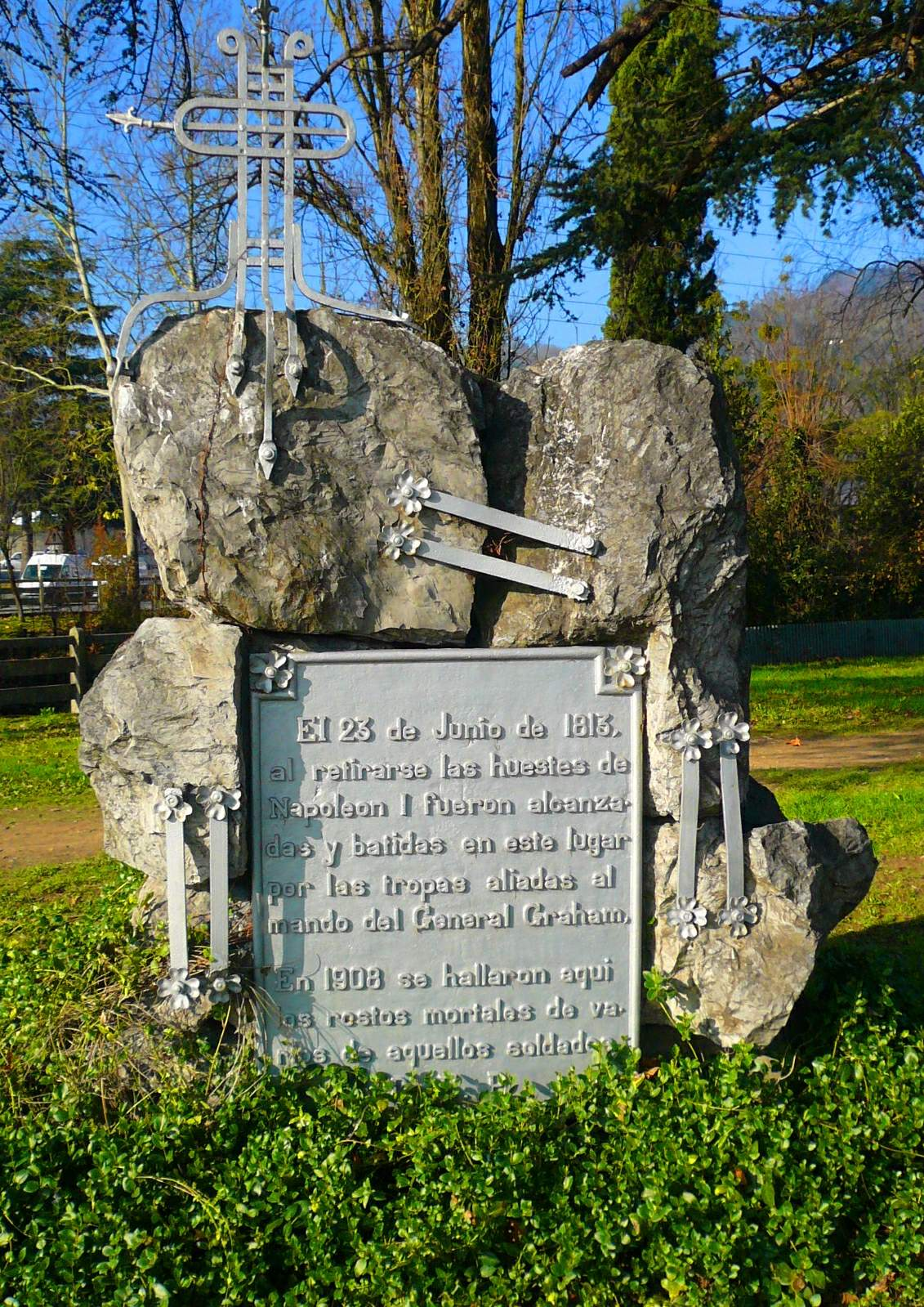
Мемориал французским солдатам, попавшим в засаду и уничтоженным генералом Грэхэм в Беасайне, Гипускоа, 23 июня 1813 года.

Вскоре после этого ему было приказано провести осаду сильной крепости Сан-Себастьян, которую генерал Рей защищал с большой доблестью и мастерством. 25 июля первый штурм был отражён с большими потерями, и, как следствие, осаду пришлось на некоторое время снять. Однако она была возобновлена после поражения маршала Сульта в битве при Пиренеях, и 31 августа была предпринята вторая попытка штурма. Было обнаружено, что брешь представляет собой почти непреодолимое препятствие, и штурмовая группа тщетно пыталась развернуть плацдарм. В этом почти отчаянном положении генерал Грэхэм приказал направить огонь тяжёлой артиллерии на куртину, всего в нескольких метрах над головами британских солдат. Это решение привело к успеху. Воспользовавшись взрывом на крепостном валу, который вызвал замешательство среди врагов, нападающие забрались на стену и после кровавой борьбы, продолжавшейся два часа, ворвались в город.
31 августа французские войска были вынуждены отступить из города в свой оплот на холме и в крепость Ургул. Хотя казалось, что городу и его жителям будет причинён минимальный ущерб, многие из рядовых солдат союзников, как свидетельствуют местные жители, устроили погром, совершали убийства (погибло примерно 1000 мирных жителей), грабили, насиловали женщин и сожгли город почти дотла; беспорядки продолжались неделю. 9 сентября Рей капитулировал, и его гарнизон, от которого осталась лишь треть, вышел с военными почестями. Взятие этой важной крепости обошлось британцам в 3800 человек убитыми и ранеными. В настоящее время в Сан-Себастьяне каждый год 31 августа проводится памятное мероприятие при свечах, на котором оплакиваются эти трагические дни.
При пересечении реки Бидасоа, разделяющей Францию и Испанию, генерал Грэхэм командовал левым крылом британской армии, и после упорной схватки его войска ступили на территорию Франции. Однако возвращение проблем с глазами и общее состояние его здоровья вынудили его подать в отставку и вернуться домой. За свои заслуги он в третий раз получил благодарность парламента, и был удостоен почётного гражданства городов Лондона и Эдинбурга.

### 1814
Его здоровье достаточно восстановилось, и в начале 1814 года он смог принять командование британскими войсками в Нидерландах, где он поддерживал нападение Бюлова на Хогстратен. 8 марта попытка Грэхэма завоевать крепость Берген-оп-Зом ночной атакой закончилась неудачей. В своём послании на Даунинг-стрит он написал:
Милорд, моей неприятной задачей является сообщить Вашей Светлости, что атака на Берген-оп-Зом, которая, казалось, сначала обещала полный успех, закончилась неудачей и нанесла серьёзный урон 1-й дивизии и бригаде генерала Гора. Мне не нужно указывать причины, которые заставили меня предпринять попытку захватить это место штурмом, так как успех двух колонн, обосновавшихся на крепостных валах с очень незначительными потерями, должен оправдать склонность к риску в достижении столь важной цели, как захват этой крепости.

## Последние годы

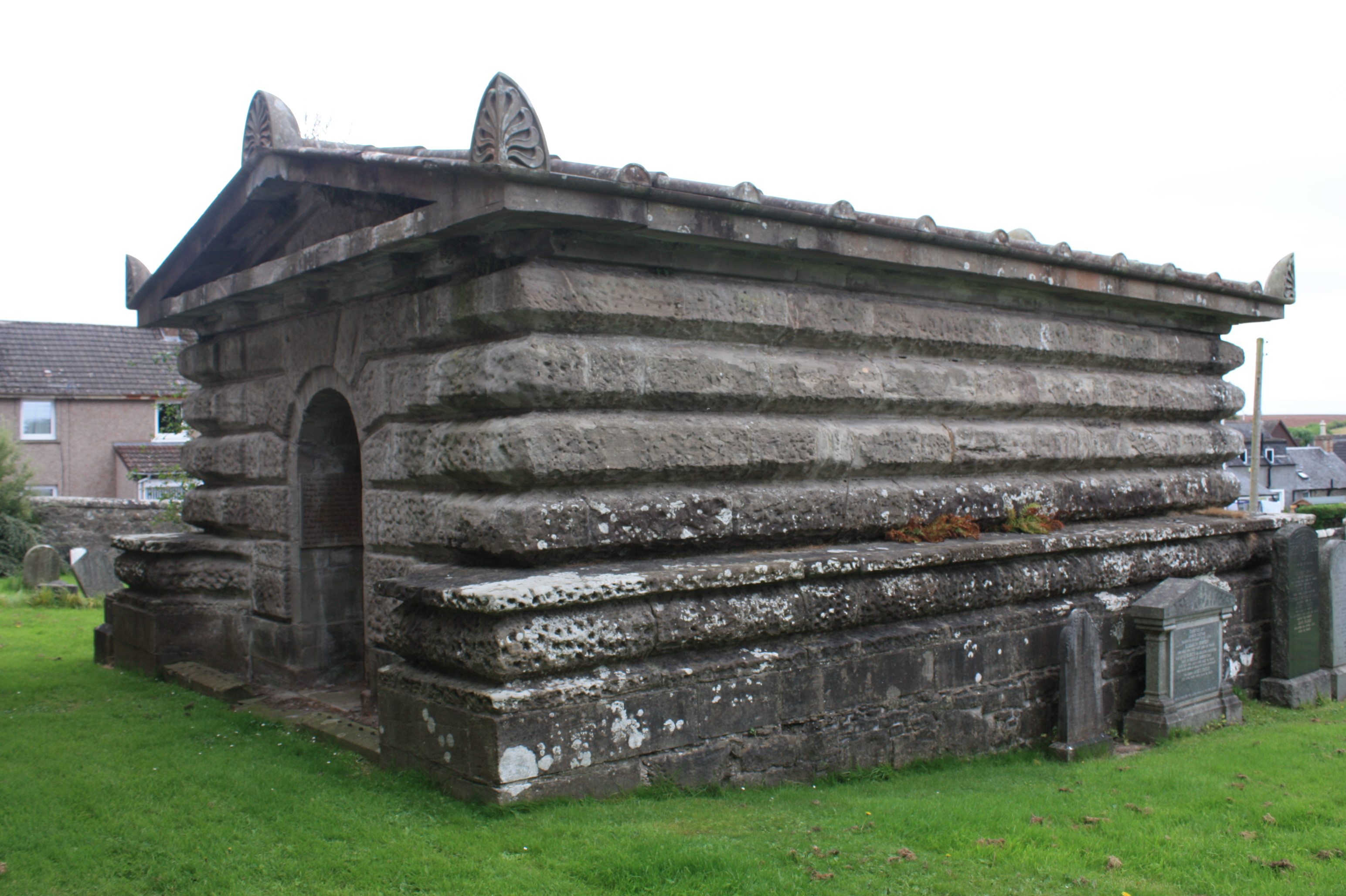
Усыпальница сэра Томаса Грэхэма, барона Линедоха. Метвенский погост

3 мая 1814 года он был возведен в звание пэра с титулом барона Линедоха из Балгована в графстве Перт, но, в соответствии со своей бескорыстной и возвышенной натурой, отказался за себя и своих наследников от ежегодной выплаты 2000 фунтов стерлингов, которая обычно сопровождала этот титул. Он был также награждён британскими и иностранными наградами: Рыцарь Большого Креста ордена Святых Михаила и Святого Георгия, испанским Орденом Святого Фердинанда и португальским ордена Башни и Меча. Он был повышен до звания полного генерала в 1821 году, назначен полковником 58-го пехотного полка в 1823 году, а в 1826 году 14-го пехотного полка, откуда он в 1834 году перевёлся в полк королевских шотландцев. В 1813 году он был избран ректором университета Глазго, а в 1829 году назначен губернатором замка Дамбартон.
Даже в старости он отличался энергичностью. Грэхэм часто путешествовал, посещая Италию, Германию, Францию, Данию, Швецию и Россию. В 1841 году, в возрасте 94 лет, он проехал через Францию в Геную и Рим. Его верховые лошади были отправлены в Рим, и он часто ездил верхом в Кампанье. Он умер в своем лондонском доме на Страттон-стрит 18 декабря 1843 года в возрасте 95 лет после очень короткой болезни: в день своей смерти он встал и сам оделся. Он был похоронен возле своего семейного дома своей в большом каменном склепе на Метвенском погосте.
Он стал последним бароном Линедоха.

## Бесси Белл и Мэри Грей

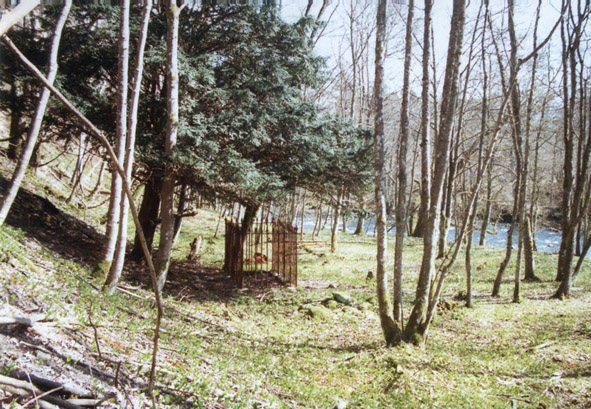
Могила Бесси Белл

В 1665 году Бесси Белл, дочь лорда Кинвейда, навещала Мэри Грей в доме её отца в Ледноке, теперь называемом Линедох, когда в стране разразилась чума. Узнав из письма об опасности, две молодые леди, чтобы избежать смертельной инфекции, принялись за работу и построили себе беседку, которую они, согласно балладе, «покрыли соломой в крайней спешке» (устар. шотл. theekit wi 'rashes) в удалённом и романтичном месте Бёрн-Брэйз, примерно в трех четвертях мили к западу от Линедох-хаус. Здесь они некоторое время жили в безопасности, пока вокруг бушевала чума. Но в конце концов они тоже заразились инфекцией от молодого джентльмена из Перта, который был влюблен то ли в одну из них, то ли в них обеих. Как было тогда принято во время чумы, они не были погребены. По всей видимости, они остались лежать на открытом воздухе и, опять же согласно балладе, «греться на солнышке» (устар. шотл. beik fornenst the sun), до тех пор, пока не исчезла плоть и остались только скелеты; после этого их похоронили возле Дронах-Хау, у берега одноимённой реки, недалеко от берега реки Алмонд. В некоторых вариантах легенды говорится, что молодой джентльмен, ставший причиной их смерти и тоже вскоре умерший, был похоронен у их ног.
После того, как в 1787 году поместье Линедох перешло во владение Грэхэма, по возвращении из путешествия за границу он обнаружил, что стена, возведённая вокруг могил майором Барри полувеком ранее, находится в полуразрушенном состоянии. Он убрал остатки стены, окружил могилы аккуратным каменным парапетом и железными перилами высотой 1,5 метра и покрыл их каменной плитой, на которой было написано: «Они жили, они любили, они умерли». Перила сохранились до нашего времени, но каменная плита с надписью уже не видна.

## Память
Долина Баросса в Южной Австралии, в которой находится городок Линдох, была названа в декабре 1837 года полковником Уильямом Лайтом, главным инженер-геодезистом Южной Австралии в честь его уважаемого друга лорда Линедоха, который был его капитаном в битве при Барросе. Близлежащие хребты были названы «Барроса-Рэйнджз». Оба названия были написаны неправильно, в результате чего появились уникальные имена Линдох и Баросса.
В Веллингтонском колледже есть дом, названный в честь Грэхэма.
Грэхэм является главным героем повести «Ярость Шарпа» Бернарда Корнуэлла, опубликованной в 2006 году. Корнуэлл изображает его как приветливого шотландского патриота, который на протяжении всего романа оказывает помощь вымышленному герою Ричарду Шарпу.